# ليزا فيكاري
ليزا فيكاري (بالإنجليزية: Lisa Vicari)‏ هي ممثلة ألمانية ولدت في 11 فبراير 1997 في مدينة ميونخ. أشتهرت بدور مارثا نيلسن في مسلسل دارك.

## وصلات خارجية
- ليزا فيكاري على موقع IMDb (الإنجليزية)
- ليزا فيكاري على موقع ألو سيني (الفرنسية)
- ليزا فيكاري على موقع أول موفي (الإنجليزية)
- ليزا فيكاري على موقع قاعدة بيانات الفيلم (الإنجليزية)
- ليزا فيكاري على موقع كينوبويسك (الروسية)